# Ronald Henry Loudon
Jhr. Ronald Henry Loudon (Eindhoven, 18 september 1942) is een Nederlands oud-diplomaat en oud-algemeen secretaris van koningin Beatrix der Nederlanden.

## Biografie
Loudon is een telg uit de adellijke tak van het geslacht Loudon en een zoon van jhr. James Willem Loudon (1904-1973) en Margarethe Katharine Osieck (1903-1979). Hij studeerde in Londen en in Genève. Hij trouwde in 1969 met Catharina Maria barones Bentinck van Schoonheten, telg uit het geslacht Bentinck, met wie hij vier kinderen kreeg. In zijn huwelijksjaar trad hij in diplomatieke dienst en vervulde posten in Bangkok, Bonn, New York, Colombo en Muscat. Per 1 december 1986 werd hij benoemd tot algemeen secretaris van de Koningin, als opvolger van mr. Floor Kist (1935) die grootmeester van de Koningin werd. Als algemeen secretaris werd hij op 16 mei 1992 opgevolgd door Hendrik Volkier baron Bentinck van Schoonheten (1940), tevens diplomaat en een volle neef van zijn echtgenote; hij verkreeg bij zijn afscheid het Erekruis in de Huisorde van Oranje. Hij keerde terug in diplomatieke dienst en was vanaf 1996 ambassadeur in Egypte.